# Franca Viola
Franca Viola (Alcamo, 9 de janeiro de 1948) é uma mulher italiana que ficou famosa nos anos 1960 ao desafiar a lei "matrimonio riparatore", ou casamento por reparação, onde a vítima de um estupro era obrigada a se casar com seu estuprador. 
Ela foi a primeira mulher italiana a se recusar a se casar com o criminoso depois de sofrer um estupro. Franca e sua família apelaram na justiça para que o estuprador fosse julgado pelo crime que cometeu. O julgamento ecoou em toda a Itália já que a atitude de Franca desafiava a convenção social vigente, em especial no sul da Itália, em que uma mulher perdia sua "honra" caso perdesse a virgindade fora do casamento. Franca tornou-se um símbolo de progresso e luta pelos direitos das mulheres na Itália do pós-guerra.

## Biografia
Franca Viola nasceu na região rural da cidade de Alcamo, na Sicília, em 1948. É a filha mais velha de Bernardo Viola, um fazendeiro, e sua esposa, Vita Ferra. Aos 15 anos, em 1963, ela começou a namorar Filippo Melodia, sobrinho de um membro da máfia siciliana, Vincenzo Rimi, que então tinha 23 anos. Quando Filippo foi preso por roubo, o pai de Viola insistiu para que o namoro acabasse, e foi o que Franca fez.

## O sequestro
Assim que saiu da prisão, Filippo foi para a Alemanha. Em 1965, Franca estava namorando outro rapaz e Filippo retornou para a Sicília por volta dessa época, tentando sem sucesso voltar a namorar Franca. Ele então começou a segui-la, ameaçá-la, ameaçar sua família e seu namorado. Ele então esperou o pai de Franca sair de casa na manhã do dia 26 de dezembro de 1965 e a invadiu na companhia de outros 12 homens, batendo na mãe de Franca e sequestrando-a. Seu irmão mais novo de 8 anos, Mariano, também foi levado, por ter se recusado a ficar longe da irmã. O garoto foi solto horas depois, mas Filippo a manteve prisioneira por 8 dias em uma casa na área rural, onde a estuprou várias vezes.
Pela lei italiana da época, se o estuprador se casasse com a vítima - "casamento de reparação" - o homem receberia o perdão por sua violência e a "honra" da mulher seria restaurada diante da sociedade. Esta cláusula estava prevista na lei criminal italiana, Artigo 544, e era também uma convenção social da época. Filippo sabia que a lei estava do seu lado e por isso a estuprou repetidas vezes. O pai de Franca fingiu negociar a libertação da filha com os sequestradores enquanto colaborava com os Carabinieri, que articulavam uma operação de resgate.

## O julgamento
Franca foi libertada em 2 de janeiro de 1966, uma semana antes de seu aniversário de 18 anos. Franca reiterou ao pai que não tinha nenhum desejo de se casar com seu estuprador e seu pai prometeu que faria tudo o que fosse necessário para ajudá-la.
Franca entrou na justiça para que Filippo fosse acusado de sequestro, intimidação e violência sexual. O julgamento ficou conhecido em toda a cidade e nos arredores e depois em toda a Itália, atraindo atenção internacional. Franca foi a primeira mulher a ir a justiça na Itália contra seu estuprador, negando o casamento por reparação, e acusando-o pelos crimes que cometera. Isso teve um custo para a sua família que foi ameaçada, hostilizada e perseguida por alguns cidadãos de Alcamo, ao ponto de ter seu vinhedo e seu celeiro incendiados.
O Parlamento Italiano também foi envolvido no julgamento, já que o código penal estava agora em dúvida com o crime de Filippo. Sua defesa tentou mostrar que Franca teria participado de toda a ação, alegando que ela teria fugido para poder se casar ao invés de ser a vítima na história. Em maio de 1967, finalmente Filippo Melodia foi considerado culpado e foi sentenciado a 11 anos de prisão. Cinco de seus amigos foram indiciados, recebendo sentenças semelhantes. Filippo saiu da prisão em 1976, mas foi banido da Sicília por sua ligação com a máfia. Ele foi morto em abril de 1978 em Módena, provavelmente pela máfia.
O artigo da lei que extinguia o crime de estupro se o estuprador se casasse com a vítima não seria abolido do código pena italiano até 1981. Violência sexual se tornou um crime contra a pessoa e não um crime contra a "moralidade pública" na Itália, apenas em 1996. No Brasil, o casamento por reparação foi abolido do código penal apenas em 2005, legislação que estava em vigor desde 1940 nos chamados “Crimes de Costume”.

## Casamento
Franca Viola casou-se com Giuseppe Ruisi em dezembro de 1968, um mês antes de completar 21 anos, de quem gostava desde a infância. Giuseppe era contador e se casou com ela apesar dos rumores maldosos espalhados pelos moradores de Alcamo e das ameaças que recebeu. Por isso ele conseguiu um porte de arma antes de se casar para poder proteger a si e a futura esposa. Tanto o presidente italiano na época, Giuseppe Saragat quando o papa Paulo VI expressaram apreciar a coragem de Franca e se solidarizaram com o casal. O presidente Saragat mandou um presente de casamento no dia da cerimonia e o papa os recebeu em uma audiência privada pouco depois. O ministro dos transportes garantiu um ano de viagens gratuitas de trem para o casal. Viola e Giuseppe tiveram três filhos, dois homens e uma mulher. Franca ainda vive em Alcamo com o marido, cercada pelos filhos e netos.
Em 2014, Franca recebeu o título de Grande Ufficiale da Ordem do Mérito da República Italiana das mãos do presidente Giorgio Napolitano em uma cerimonia pública no Dia Internacional da Mulher.

## Legado
Em 1970, o diretor Damiano Damiani dirigiu The Most Beautiful Wife, estrelando Ornella Muti, com um roteiro baseado no caso de Franca. em 2012, a escritora siciliana Beatrice Monroy publicou uma história chamada Niente ci fu ('Nada havia'). Em 2017, um curta baseado na história de Franca, Viola, Franca, foi finalista do Manhattan Short Film Festival.